# بندر سیریک
بندر سیریک، شهری در بخش مرکزی شهرستان سیریک در استان هرمزگان ایران است. این شهر، مرکز شهرستان سیریک است.
بندر سیریک در تاریخ ۳۰ اردیبهشت ۱۳۷۵ به عنوان شهر و در تاریخ ۱۳۸۶ به مرکز شهرستان ارتقا یافت.
فاصلهٔ شهر سیریک تا شهر میناب، ۸۲ کیلومتر و تا شهر بندرعباس، ۲۰۳ کیلومتر است.

## مردم‌شناسی
بیشتر مردم شهر سیریک، مسلمان و پیرو مذهب اهل سنت شافعی اند؛ اما اقلیت قابل توجهی از جمعیت شهرستان را هم شیعیان (حدود ۳۰٪) تشکیل می‌دهند و به زبان بلوچی و فارسی سخن می‌گویند.

## جمعیت
بر پایهٔ سرشماری عمومی نفوس و مسکن در سال ۱۳۹۵، جمعیت شهر سیریک برابر با ۵٬۱۳۷ نفر (۱٬۱۸۲ خانوار) بوده‌است.